# That's my jam: Que el ritmo no pare
That's my jam: Que el ritmo no pare es un programa de televisión producido por LACOproductora y emitido por La 1 de Televisión Española basado en un concurso estadounidense de Jimmy Fallon. El formato se estrenó el 2 de octubre de 2023 en Movistar +. Dos años después, tras ser cancelado, RTVE rescató el formato dándole una nueva temporada y estrenándola el 6 de mayo de 2025.

## Formato
That's my jam: Que el ritmo no pare es un divertido concurso musical en el que dos equipos de estrellas invitadas compiten en distintos retos musicales. Arturo Valls les ha preparado todo tipo de juegos para que pasen una noche inolvidable. Micros que vuelan, cajas misteriosas en las que meter mano, plataformas giratorias, las preguntas musicales más locas y curiosas y un montón de juegos más. ¡Música y risas aseguradas!. Al final del programa el equipo que más puntos tenga será el ganador de la noche.

## Equipo del programa

### Presentador
| Presentador  | Movistar Plus+ |      |
| Presentador  | 2023           | 2025 |
| ------------ | -------------- | ---- |
| Arturo Valls |                |      |

### Técnico
Dirección
- Roger López

Realización
- Emili Sampietro

Guion
- Miquel Iríbar
- Pepe Cabrera

Sonido
- Gorka López

Fotografía
- José Cano

Música
- Víctor Elías

## Temporadas y audiencias
| Temporada | Temporada | Emisiones | Cadena         | Estreno              | Final                   | Audiencia media | Audiencia media | Audiencia media |
| Temporada | Temporada | Emisiones | Cadena         | Estreno              | Final                   | Espectadores    | Share           |                 |
| --------- | --------- | --------- | -------------- | -------------------- | ----------------------- | --------------- | --------------- | --------------- |
|           | 1         | 8         | Movistar Plus+ | 2 de octubre de 2023 | 13 de noviembre de 2023 |                 |                 |                 |
|           | 2         | 8         | La 1           | 6 de mayo de 2025    | 1 de julio de 2025      | 816 000         | 9,4%            |                 |

### Temporada 1 (2023)
| N.º Temp. | Invitad@s                                                     | Puntuación      | Fecha de emisión | Audiencia  |
| --------- | ------------------------------------------------------------- | --------------- | ---------------- | ---------- |
| 1x01 (1)  | Nathy Peluso y Paco León Amaia y Rigoberta Bandini            | 126.000 128.000 | 02/10/2023       | Movistar + |
| 2x01 (2)  | Luis Zahera y Blanca Paloma David Bisbal y Amaia Salamanca    | 123.000 126.000 | 09/10/2023       | Movistar + |
| 3x01 (3)  | Ana Guerra y Lorena Castell Asier Etxeandía y Jaime Lorente   | 130.000 105.000 | 16/10/2023       | Movistar + |
| 4x01 (4)  | Silvia Abril y Ruth Lorenzo Edu Soto y NIA                    | 198.000 82.000  | 16/10/2023       | Movistar + |
| 5x01 (5)  | David Bustamante y Antonio Orozco María Peláe y Carlos Areces | 140.000 139.000 | 23/10/2023       | Movistar + |
| 6x01 (6)  | Chanel y Carlos Rivera Marta Sánchez y Abraham Mateo          | 175.000 121.000 | 30/10/2023       | Movistar + |
| 7x01 (7)  | Edurne y Joaquín Reyes Dani Fernández y Pilar Rubio           | 64.000 172.000  | 06/11/2023       | Movistar + |
| 8x01 (8)  | Antonio Carmona y Lucía Fernanda Fran Perea y Mala Rodríguez  | 83.000 173.000  | 13/11/2023       | Movistar + |

### Temporada 2 (2025)
| N.º Temp. | Invitad@s                                                          | Puntuación      | Fecha de emisión | Audiencia       |
| --------- | ------------------------------------------------------------------ | --------------- | ---------------- | --------------- |
| 2x01 (9)  | Eva Soriano y Carlos Baute Angy Fernández y Raúl Pérez             | 178.000 124.000 | 06/05/2025       | 850 000 (8,9%)  |
| 2x02 (10) | Carolina Iglesias y Chanel Eduardo Navarrete y Danna Paola         | 87.000 171.000  | 13/05/2025       | 615 000 (7,9%)  |
| 2x03 (11) | Coti y Elena Furiase Maribel Verdú y Rozalén                       | 130.000 171.000 | 20/05/2025       | 790 000 (9,0%)  |
| 2x04 (12) | David Bustamante y Grison Vicco y Aníbal Gómez                     | 122.000 137.000 | 27/05/2025       | 931 000 (10,2%) |
| 2x05 (13) | María León y Eduardo Casanova Amaia y Palomo Spain                 | 112.000 135.000 | 03/06/2025       | 865 000 (9,3%)  |
| 2x06 (14) | Marta Sánchez y Maxi Iglesias María del Monte y Xuso Jones         | 70.000 173.000  | 10/06/2025       | 856 000 (9,7%)  |
| 2x07 (15) | Ruth Lorenzo y Elena Rivera Beatriz Luengo y Vicky Martín Berrocal | 132.000 118.000 | 24/06/2025       | 787 000 (9,7%)  |
| 2x08 (16) | Ana Guerra y Secun de la Rosa María José Llergo y Paco León        | 77.000 169.000  | 01/07/2025       | 830 000 (10,2%) |